# Livin' for the Weekend: Anthology
Livin' for the Weekend: Anthology es el segundo álbum recopilatorio de la banda canadiense de hard rock Triumph y fue publicado en 2005.  Este álbum contiene una gran cantidad de canciones de varios de sus álbumes, además de que incluye un inédito cóver de «Love Hurts» de The Everly Brothers y dos temas de su presentación en el US Festival de 1983, los cuales fueron extraídos del álbum en vivo Live at the US Festival que fue lanzado en 2003.

## Lista de canciones

### Disco uno
| A Side |                                                                   |                                                         |          |  |
| N.º    | Título                                                            | Escritor(es)                                            | Duración |  |
| 1.     | «24 Hours a Day»                                                  | Rik Emmett                                              | 4:25     |  |
| 2.     | «Street Fighter»                                                  | Gil Moore                                               | 6:30     |  |
| 3.     | «Blinded Light Snow/Moonchild»                                    | Emmett                                                  | 8:41     |  |
| 4.     | «Texas Time»                                                      | Emmett / Moore                                          | 3:47     |  |
| 5.     | «Medley: New York City Streets Pt. 1/New York City Streets Pt. 2» | Moore                                                   | 7:51     |  |
| 6.     | «Rocky Mountain Way»                                              | Joe Walsh / Rocke Grace / Kenny Passarelli / Joe Vitale | 4:06     |  |
| 7.     | «Lay It on the Line»                                              | Emmett                                                  | 4:04     |  |
| 8.     | «Hold On»                                                         | Emmett                                                  | 6:03     |  |
| 9.     | «I Live for the Weekend»                                          | Emmett / Moore / Michael Levine                         | 5:17     |  |
| 10.    | «I Can Survive»                                                   | Emmett / Moore / Levine                                 | 3:59     |  |
| 11.    | «Fool for Your Love»                                              | Emmett / Moore / Levine                                 | 4:29     |  |
| 12.    | «Allied Forces»                                                   | Emmett / Moore / Levine                                 | 5:05     |  |
| 13.    | «Fight the Good Fight»                                            | Emmett / Moore / Levine                                 | 6:30     |  |

### Disco dos
| A Side |                             |                                          |          |  |
| N.º    | Título                      | Escritor(es)                             | Duración |  |
| 14.    | «Magic Power»               | Emmett / Moore / Levine                  | 4:54     |  |
| 15.    | «Too Much Thinking»         | Emmett / Moore / Levine                  | 5:38     |  |
| 16.    | «When the Lights Go Down»   | Emmett / Moore / Levine                  | 5:05     |  |
| 17.    | «Follow Your Heart»         | Emmett / Moore / Levine                  | 3:34     |  |
| 18.    | «Spellbound (en vivo)»      | Emmett / Moore / Levine                  | 3:55     |  |
| 19.    | «Mind Games»                | Emmett / Moore / Levine                  | 4:47     |  |
| 20.    | «Tears in the Rain»         | Emmett / Moore / Levine                  | 3:54     |  |
| 21.    | «Somebody's Out There»      | Emmett / Moore / Levine                  | 4:05     |  |
| 22.    | «Just One Night»            | Neal Schon / Tony Fanucchi / Eric Martin | 3:40     |  |
| 23.    | «Never Say Never»           | Emmett / Moore / Levine                  | 3:37     |  |
| 24.    | «Headed for Nowhere»        | Emmett / Moore / Levine                  | 6:07     |  |
| 25.    | «Carry On the Flame»        | Emmett / Moore / Levine                  | 5:15     |  |
| 26.    | «Long Time Gone»            | Emmett / Moore / Levine                  | 5:14     |  |
| 27.    | «Never Surrender (en vivo)» | Emmett / Moore / Levine                  | 6:38     |  |
| 28.    | «Love Hurts»                | Boudleaux Bryant                         | 4:52     |  |

## Formación
- Rik Emmett — voz y guitarra
- Gil Moore — voz y batería
- Michael Levine — bajo y teclados